# Christian Ritzmaier
Christian Ritzmaier (* 2. März 1991 in Judenburg) ist ein österreichischer Fußballspieler.

## Karriere
Ritzmaier begann seine Karriere beim TuS Spielberg. Zwischen 1999 und 2002 spielte er beim SV Lobmingtal. 2003 wechselte er zum FC Zeltweg. 2004 schloss er sich dem FC Judenburg an. 2005 kam er in die AKA Kärnten.
Ab 2008 kam er zudem für die viertklassigen Amateure seines Stammklubs SK Austria Kärnten zum Einsatz. Zur Saison 2009/10 wechselte er zum Regionalligisten DSV Leoben. Sein Debüt in der Regionalliga gab er im Juli 2009, als er am ersten Spieltag jener Saison gegen den FC St. Veit in der Startelf stand. Seine ersten beiden Treffer in der Regionalliga erzielte er im Oktober 2009 bei einem 3:2-Sieg gegen den SC St. Stefan/Lavanttal.
Zur Saison 2011/12 wechselte Ritzmaier zum Zweitligisten FC Lustenau 07. Im Juli 2011 debütierte er in der zweiten Liga, als er am ersten Spieltag jener Saison gegen den LASK von Beginn an zum Einsatz kam. Sein erstes Tor in der zweithöchsten Spielklasse machte er im August 2011 bei einer 4:1-Niederlage gegen den SCR Altach.
Nach einem halben Jahr bei Lustenau wechselte er im Jänner 2012 zum Regionalligisten SC Ritzing. Nach zwei Jahren im Burgenland wechselte er in der Winterpause der Saison 2013/14 zum fünftklassigen FC Zeltweg, für den er bereits in seiner Jugend gespielt hatte. Mit Zeltweg stieg er zu Saisonende in die Landesliga auf.
Zur Saison 2016/17 schloss er sich dem fünftklassigen FC Judenburg an. 2021/22 stieg er mit der Mannschaft in die steirische Landesliga auf, jedoch nach nur einer Saison auch wieder ab.

## Persönliches
Sein Bruder Marcel (* 1993) ist ebenfalls Fußballspieler.